# فوكس ان راما
فوكس ان راما ("صوت في الرامة ") هو مرسوم أرسله البابا غريغوري التاسع في يونيو 1233م يدين بدعة أو هرطقة لوسيفرية التي قيل إنها منتشرة في ألمانيا ، ويسمح بالوعظ ومحاربتها ,وحتى بالقيام بحملات صليبية ضدها.   أُرسلت نسخ من الرسالة إلى الإمبراطور فريدريك الثاني ، وملك ألمانيا هنري (السابع) ، ورئيس أساقفة ماينز سيغفريد الثالث ، وأصحاب حق الاقتراع ، والأسقف كونراد الثاني من هيلدسهايم ، والواعظ كونراد فون ماربورغ .  النسخ مؤرخة في 11 و 13 و 14 يونيو. 
كانت فوكس ان راما واحدًا من سلسلة مراسلات أصدرها غريغوري التاسع للحملات الصليبية ضد الزنادقة. دعا لوسيس إتيرن (29 أكتوبر 1232م) إلى شن حملة صليبية ضد ستيدنجر . 

## خلفية
في عام 1233م أسس غريغوري التاسع محاكم التفتيش البابوية لتنظيم محاربة البدعة والزندقة .  كانت محاكم التفتيش البابوية تهدف إلى تنظيم محاكم التفتيش الأسقفية العشوائية ، التي أنشأها لوسيوس الثالث في الأصل عام 1184م. كان هدف غريغوري هو إضفاء النظام والشرعية على أعمال التعامل مع البدعة وردع الخصوم ، حيث كانت هناك نزعات من قبل الحشود لحرق الزنادقة المزعومين دون محاكمة. في عام 1231م ، عين البابا غريغوري التاسع عددًا من المحققين البابويين ( محققي الفساد الهرطقي ) ، معظمهم من الدومينيكان والفرنسيسكان ، لمناطق مختلفة من فرنسا وإيطاليا وأجزاء من ألمانيا. كان الهدف هو تقديم الإجراءات القانونية والتحقيق في معتقدات المتهمين بالهرطقة من جانب السلطات القضائية الكنسية والعلمية المحلية. 
كان القرن الثالث عشر فترة خرافات وشهد بداية "شيطنة الهراطقة"  ومحاكم التفتيش من قبل الكنيسة ، ونسبت الكنيسة عدم إيمانهم بالإيمان الكاثوليكي إلى الشيطان. يدعي باربر أنه خلال هذا الوقت كان هناك حماس كبير لإرسال المحققين من قبل البابا والأساقفة المحليين بهدف البحث عن الزنادقة المحتملين.  في عام 1233م ، بدأ كونراد فون ماربورغ تحقيقًا في ماينز بأمر من البابا أو رئيس الأساقفة . 
زعم كونراد أنه من خلال التعذيب والإرهاب ، كشف النقاب عن طائفة شيطانية تعبد الشياطين في صورة رجل شيطاني وقط أسود شيطاني.  كانت محاكمة كونراد مثيرة للجدل: بعد وقت قصير من وصول كونراد إلى ماينز ، كتب مسؤول بابوي يُدعى برنارد إلى غريغوري يقول إن كونراد كان يجبر الأبرياء على الاعتراف من خلال تهديدهم بالحرق على الصخور إذا رفضوا ذلك.  بعد ذلك بوقت قصير ، أغتيل كونراد ، ربما على يد خدام هنري الثاني ، كونت ساين ، الذي اتهمه كونراد بتشجيع الهرطقة.
كانت قضية فوكس ان راما ردًا على مزاعم كونراد ، وحث سيجفريد الثالث والملك هنري ، ممثلين للسلطات الكنسية على البحث عن الزنادقة وتدميرهم. 

## محتويات
يصف بالتفصيل طقوس بدء الطائفة ، مدعياً أن البداية , أولاً بإحضار ضفدع غامض بحجم كلب.  بعد ذلك بوقت قصير سيظهر رجل شاحب هزيل ، سيقبله المنظم حديثاً للطائفة وبالتالي ينسى كل ذكرى العقيدة الكاثوليكية.  ثم يجتمع أعضاء الطائفة لتناول وجبة.  عندما تنتهي الوجبة ، ترفع الطائفة تمثال قطة سوداء تعود إلى الحياة ،تسير إلى الوراء وذيلها منتصب.  ثم يقوم المبتدئ الجديد وبعده سيد الطائفة بتقبيل القطة على الأرداف. 
بعد اكتمال الطقوس ، يدعي أن الشموع في الغرفة سوف تنطفئ وأن الطائفة ستنخرط في العربدة الجامحة التي كانت في بعض الأحيان مثلية في طبيعتها. بمجرد أن تضيء الشموع ، يخرج رجل من زاوية مظلمة من الغرفة "من الزاوية إلى أعلى ، مشعًا مثل الشمس. الجزء السفلي منه أشعث مثل القطة ". بعد حوار قصير شبيه بلغة القطط بين أعضاء الطائفة ، ينتهي الاجتماع. 
في الختام ، يدين غريغوري هذه الممارسة ويدعو السلطات الدينية والعلمية في الأبرشية إلى اتخاذ إجراءات ضد المشاركين في الطائفة. 
إن سطر النص الأولي فوكس ان راما ("الصوت في الرامة") مأخوذ من مقطع من الكتاب المقدس موجود في (إرميا ، 31:15) "هكذا قال الرب. سمع صوت في الرامة نوح وبكاء مرير. راحيل تبكي على أبنائها ورفضت أن تريح أطفالها لأنهم لم يكونوا كذلك ". وتم الاستشهاد به في متى 2:18 باعتباره رثاء نبويًا لمذبحة أطفال بيت لحم على يد الملك هيرودس.

## نص
- Carl Rodenberg ، Epistolae saeculi XIII e regestis pontificum Romanorum selectae ، MGH ، Berlin ، Weidmann ، 1883 ، p. 432.
- قاعدة بيانات APOSCRIPTA - Lettres des papes، n. 3644 ، عبر الإنترنت .